# Równanie Grossa-Pitajewskiego
Równanie Grossa-Pitajewskiego – nieliniowe równanie modelowe na funkcję falową kondensatu Bosego-Einsteina. Ma formę podobną do równania Ginzburga-Landaua.
Kondensat Bosego-Einsteina (BEC) jest jednakowych gazem bozonów, które okupują jeden stan kwantowy, który w przybliżeniu może być przedstawiony w postaci iloczynu funkcji falowych poszczególnych cząstek, które są takie same. Każda z cząstek jest opisywana przez jednocząstkowe równanie Schrödingera. Oddziaływania między cząstkami w gazie rzeczywistym są opisywane przez ogólne wielocząstkowe równanie Schrödingera. Jeśli jednak gaz jest rzadki, można założyć, że cząstki oddziałują ze sobą, tylko gdy są w tym samym miejscu, co wraz z formalizmem drugiej kwantyzacji prowadzi do równania Grossa-Pitajewskiego.

## Forma równania
Równanie ma postać równania Schrödingera z dodanym nieliniowym członem oddziaływania. Stała sprzężenia, g, jest proporcjonalna do długości rozpraszania dwóch oddziałujących bozonów:
{\displaystyle g={\frac {4\pi \hbar ^{2}a_{s}}{m}},}
gdzie {\displaystyle \hbar } jest stałą Plancka, a {\displaystyle m} jest masą każdego z bozonów.
Hamiltonian ma postać:
{\displaystyle {\mathcal {H}}=\int \psi ^{+}({\vec {r}}){\frac {\hbar ^{2}}{2m}}\nabla ^{2}\psi ({\vec {r}})+\psi ^{+}({\vec {r}})V(\mathbf {r} )\psi ({\vec {r}})+{\frac {1}{2}}g\psi ^{+}({\vec {r}})\psi ^{+}({\vec {r}})\psi ({\vec {r}})\psi ({\vec {r}})d^{3}r,}
gdzie {\displaystyle \psi ^{+}({\vec {r}})} są operatorami kreacji
Stosując przybliżenie, że każda cząstka okupuje stan {\displaystyle \Psi (\mathbf {r} )} otrzymujemy gęstość energii:
{\displaystyle {\mathcal {E}}=N{\frac {\hbar ^{2}}{2m}}\vert \nabla \Psi (\mathbf {r} )\vert ^{2}+N(N-1)V(\mathbf {r} )\vert \Psi (\mathbf {r} )\vert ^{2}+{\frac {N}{2}}g\vert \Psi (\mathbf {r} )\vert ^{4},}
Dokonując wariacji ze względu na {\displaystyle \Psi (\mathbf {r} )^{*}} i dodając mnożnik Lagrange’a – potencjał chemiczny utrzymujemy równanie Grossa-Pitajewskigo:
{\displaystyle \mu \Psi (\mathbf {r} )=\left(-{\frac {\hbar ^{2}}{2m}}\nabla ^{2}+V(\mathbf {r} )+g\vert \Psi (\mathbf {r} )\vert ^{2}\right)\Psi (\mathbf {r} )}
wraz z warunkiem na potencjał chemiczny:
{\displaystyle N=\int \vert \Psi (\mathbf {r} )\vert ^{2}d^{3}r.}
Istnieje też równanie Grossa-Pitajewskiego zależne od czasu:
{\displaystyle i\hbar {\frac {\partial \Psi (\mathbf {r} )}{\partial t}}=\left(-{\frac {\hbar ^{2}}{2m}}\nabla ^{2}+V(\mathbf {r} )+g\vert \Psi (\mathbf {r} )\vert ^{2}\right)\Psi (\mathbf {r} ).}
Równanie to pozwala określić ewolucję kondensatu.

## Rozwiązania
Rozwiązanie równania Grossa Pitajewskiego ze względu na jego nieliniowość jest trudnym problemem. W praktyce wykonuje się obliczenia numeryczne lub wykorzystuje rozmaite przybliżenia, rachunek zaburzeń. Występują szczególne rozwiązania:
- solitonowe („jasne” i „ciemne” solitony”)
- Thomasa-Fermiego (zaniedbany człon kinetyczny)